# Биккулова (Челябинская область)
Биккулова — деревня в Аргаяшском районе Челябинской области России. Входит в состав Яраткуловского сельского поселения. Деревня основана в 18 веке и названа по имени башкирского старшины Биккула Мулдамдетова. 
Деревня связана грунтовыми дорогами с соседними населенными пунктами. Расстояние до районного центра (село Аргаяш) 54 км, до центра сельского поселения (деревня Яраткулова) — 7 км.

## Население
| 2002 | 2010 |
| ---- | ---- |
| 277  | ↘258 |

## Инфраструктура
В деревне работает сельхозпредприятие, имеется библиотека, фельдшерско-акушерский пункт.